# Rhopalomyia lippiae
Rhopalomyia lippiae är en tvåvingeart som beskrevs av Jean-Jacques Kieffer och Jörgensen 1910. Rhopalomyia lippiae ingår i släktet Rhopalomyia och familjen gallmyggor. Inga underarter finns listade i Catalogue of Life.